# 綿蟹總科
綿蟹總科（Dromioidea）是十足目短尾下目（螃蟹）的綿蟹派之下三個總科的其中一個，其成員主要在馬達加斯加發現。綿蟹總科生物最早期的化石是在达宁阶的岩層發現。

## 分類
根據Grave et al.，本總科包括下列三個科：
- 綿蟹科 Dromiidae De Haan, 1833
- 貝綿蟹科 Dynomenidae Ortmann, 1892
- Etyiidae：化石物種。

ITIS根據 Bowmen (1982)，不包括Etyiidae，但還包括以下兩個科：
- Family Dakoticancridae：在 Grave et al. (2009) 升格成為一個總科[2]。
- Family Prosopidae von Meyer（英语：Hermann von Meyer）, 1860[4]：在 Grave et al. (2009) 歸入人面綿蟹總科[2]。

另外，在 Grave et al. (2008) 提及的Tymolidae，WoRMS亦不承認，認為只是圓關公蟹科（Cyclodorippidae Ortmann, 1892）的同種異名。